# Andreas Sohn
Pour les articles homonymes, voir Sohn.
Andreas Sohn, né le 15 mars 1959 à Dortmund est un historien français, professeur d’histoire médiévale à l'Université de Paris 13. Ses champs de recherche sont l’histoire urbaine, l’histoire sociale et culturelle, l’histoire de l’église.
Il est ancien collaborateur scientifique à l’Institut historique allemand de Rome.

## Publications
- Der Abbatiat Ademars von Saint-Martial de Limoges (1063-1114) : ein Beitrag zur Geschichte des cluniacensischen Klösterverbandes : Bestandteil des Quellenwerkes "Societas et fraternitas", Münster, Aschendorff, 1989  (ISBN 3-402-03971-0)
- Deutsche Prokuratoren an der römischen Kurie in der Frührenaissance : (1431-1474), Köln, Böhlau, 1997  (ISBN 3-412-03797-4)
- Andreas Sohn (dir.), Memoria: Kultur - Stadt - Museum / Mémoire : culture - ville - musée, Verlag Dr. Dieter Winkler, Bochum, coll. « Herausforderungen »  (ISSN 0942-8291) nº 18, 2006  (ISBN 3-89911-069-2) [présentation en ligne]